# Michel Sapin
Michel Sapin  (9 de abril de 1952 en Boulogne-Billancourt) es un político francés del Partido Socialista. Desde 2014, es el Ministro de Economía, Finanzas e Industria. Ese cargo ya lo había ostentado por primera vez entre 1992 y 1993. Posteriormente, fue Ministro de la Función Pública (2000 - 2002) y Ministro de Trabajo (2012 - 2014). También ha servido como miembro de la Asamblea Nacional de Francia.

## Biografía
Michel Sapin es hijo único de Claude Sapin, ingeniero, y Claude Garteiser, ama de casa. Su bisabuelo, Camille Sapin, y su abuelo también fueron ingenieros. Estudió en el instituto parisino de secundaria Lycée Henri IV donde militó en el Comité d'action lycéen, creado por el trotskista Maurice Najman cuyo objetivo principal era la protesta contra de la Guerra de Vietnam.
Sapin se licenció en historia y obtuvo un Diploma de Estudios Avanzados en geografía.
En 1974 entró en la Escuela Normal Superior de París en la sección letras y un año más tarde, entró en el Instituto de Estudios Políticos de París.
En 1978, se unió a la promoción Escuela Nacional de Administración (ÉNA, por sus siglas en francés), donde conoció a François Hollande, Ségolène Royal, Dominique de Villepin, Renaud Donnedieu de Vabres, Henri de Castries, Jean-Pierre Jouyet, Pierre Mongin y a Pierre-René Lemas.
Después de graduarse de la ÉNA, fue destinado a Tribunal Administrativo de París donde estuvo entre 1980 y 1981. Un año después, el 29 de octubre de 1982, se casó con Yolande Millan, con quien posteriormente tuvo 3 hijos: François, Laurian y Clément.

## Cargos electos
- 1981-1986: Diputado de Indre.
- 1984-1985: Vicepresidente de la Asamblea Nacional.
- 1986-1991: Diputado de Hauts-de-Seine.
- 1988-1991: Presidente de la Comisión de Legislación de la Asamblea Nacional.
- 1989-1994: Consejero municipal de Nanterre.
- 1992-1994: Consejero Regional de Ile-de-France.
- 1995-2001: Alcalde de Argenton-sur-Creuse.
- 1998-2000: Presidente del Consejo Regional del Centro.
- 1998-2004: Consejero general de Indre.
- 2000-2004: Vicepresidente del Consejo Regional Centro.
- 2002-2004: Alcalde de Argenton-sur-Creuse.
- 2004-2007: Presidente del Consejo Regional del Centro.
- 2007-2012: Alcalde de Argenton-sur-Creuse y diputado de Indre.
- 1995-2012: Presidente de la comunidad de comunas de Argenton-sur-Creuse.

## Cargos ministeriales
| Predecesor: Pierre Bérégovoy | Ministro de Economía, Finanzas e Industria de Francia 1992-1993               | Sucesor: Edmond Alphandéry  |
| Predecesor: Émile Zuccarelli | Ministro de Descentralización, Reforma del Estado y Función Pública 2000-2002 | Sucesor: Jean-Paul Delevoye |
| Predecesor: Xavier Bertrand  | Ministro de Trabajo, Empleo y Diálogo Social de Francia 2012-2014             | Sucesor: François Rebsamen  |
| Predecesor: Pierre Moscovici | Ministro de Economía, Finanzas e Industria de Francia 2014-actualidad         | Sucesor: En el cargo        |

- Datos: Q713296
- Multimedia: Michel Sapin / Q713296